# Севил (Флорида)
Севил (енгл. Seville) насељено је место без административног статуса у америчкој савезној држави Флорида.

## Демографија
По попису из 2010. године број становника је 614.
| Група             | 2000.    | 2010.       |
| Белци             | 0 (0,0%) | 286 (46,6%) |
| Афроамериканци    | 0 (0,0%) | 148 (24,1%) |
| Азијати           | 0 (0,0%) | 2 (0,3%)    |
| Хиспаноамериканци | 0 (0,0%) | 165 (26,9%) |
| Укупно            | 0        | 614         |